# Ben Knopp
Pour les articles homonymes, voir Knopp.
Ben Knopp, né le 8 avril 1992 à Calgary dans la province d'Alberta au Canada, est un joueur professionnel canadien de hockey sur glace. Il joue au poste d'attaquant entre 2002 et 2008.

## Biographie
Il a été repêché par les Blue Jackets de Columbus au 69e rang lors du troisième tour au repêchage d'entrée dans la LNH 2000 alors qu'il évoluait pour les Warriors de Moose Jaw dans la Ligue de hockey de l'Ontario. Il commence sa carrière professionnelle en 2002-2003 et joue dans les ligues mineures nord-américaines jusqu'en 2007, année où il part jouer en Europe. Il a joué ses deux dernières saisons en Allemagne et en Italie.

## Statistiques
| Saison    | Équipe                  | Ligue    |    | Saison régulière | Saison régulière | Saison régulière | Saison régulière | Saison régulière |   | Séries éliminatoires | Séries éliminatoires | Séries éliminatoires | Séries éliminatoires | Séries éliminatoires |
| Saison    | Équipe                  | Ligue    | PJ | B                | A                | Pts              | Pun              | PJ               | B | A                    | Pts                  | Pun                  |                      |                      |
| 1999-2000 | Warriors de Moose Jaw   | LHOu     | 72 | 30               | 30               | 60               | 101              | 4                | 2 | 2                    | 4                    | 4                    |                      |                      |
| 2000-2001 | Warriors de Moose Jaw   | LHOu     | 58 | 22               | 34               | 56               | 105              | 4                | 0 | 0                    | 0                    | 11                   |                      |                      |
| 2001-2002 | Warriors de Moose Jaw   | LHOu     | 37 | 18               | 14               | 32               | 56               | -                | - | -                    | -                    | -                    |                      |                      |
| 2001-2002 | Blazers de Kamloops     | LHOu     | 41 | 26               | 25               | 51               | 63               | 4                | 0 | 1                    | 1                    | 4                    |                      |                      |
| 2002-2003 | Crunch de Syracuse      | LAH      | 12 | 1                | 1                | 2                | 2                | -                | - | -                    | -                    | -                    |                      |                      |
| 2002-2003 | Bombers de Dayton       | ECHL     | 53 | 7                | 13               | 20               | 83               | -                | - | -                    | -                    | -                    |                      |                      |
| 2003-2004 | Crunch de Syracuse      | LAH      | 63 | 7                | 5                | 12               | 81               | -                | - | -                    | -                    | -                    |                      |                      |
| 2004-2005 | Bombers de Dayton       | ECHL     | 36 | 8                | 10               | 18               | 72               | -                | - | -                    | -                    | -                    |                      |                      |
| 2004-2005 | Crunch de Syracuse      | LAH      | 5  | 0                | 0                | 0                | 4                | -                | - | -                    | -                    | -                    |                      |                      |
| 2004-2005 | Pride de Pee Dee        | ECHL     | 13 | 2                | 3                | 5                | 6                | -                | - | -                    | -                    | -                    |                      |                      |
| 2005-2006 | RoadRunners de Phoenix  | ECHL     | 30 | 10               | 5                | 15               | 39               | -                | - | -                    | -                    | -                    |                      |                      |
| 2005-2006 | Ice Dogs de Long Beach  | ECHL     | 15 | 2                | 4                | 6                | 18               | 7                | 1 | 1                    | 2                    | 8                    |                      |                      |
| 2006-2007 | Eisbären Berlin Juniors | Oberliga | 30 | 15               | 11               | 26               | 0                | -                | - | -                    | -                    | -                    |                      |                      |
| 2007-2008 | SSI Vipiteno Broncos    | Serie A2 | 36 | 26               | 25               | 51               | 48               | -                | - | -                    | -                    | -                    |                      |                      |

## Trophées et honneurs personnels
- 1999-2000 : nommé dans l'équipe d'étoiles des recrues de la Ligue canadienne de hockey.